# Rio Babai
O rio Babai (em nepali:  बबई नदी) é um rio do Nepal e Índia, afluente do rio Gagara. Tem cerca de 400 km de comprimento.
O Babai nasce no Vale de Dang, que corre na província de Lumbini entre a cadeia Mahabharat no norte e os Siwaliks no sul. O rio flui numa direção predominantemente para oeste, através do sopé dos Himalaias. No Parque Nacional de Bardia, atravessa a cordilheira a sul e depois vira-se bruscamente para sul. O braço do rio de primavera do Ghaghara, o Geruwa, corre alguns quilómetros mais a oeste. O Babai atravessa a fronteira para a Índia nos confins inferiores e encontra o rio Gagara abaixo da foz do Sharda. O Babai tem uma extensão de cerca de 400 km. A sua bacia hidrográfica é de 37500 km2, dos quais 3500 km2 estão no Nepal. A drenagem média ao nível de Chepang, acima da confluência da Sharada Khola, é de 71 m3/s. O débito médio mensal varia entre 4 m3/s em abril e 588 m3/s em julho. Há planos para desviar a água do norte do rio Bheri para o Babai.
O Babai é uma popular localização para a prática de pesca, rafting e caiaque. O Babai é habitat de peixes como o peixe-carpa Tor putitora, o Raiamas bola ("truta-do-himalaia") e os peixes-cabeça-de-cobra do género Channa.